# Pieter Wouwerman

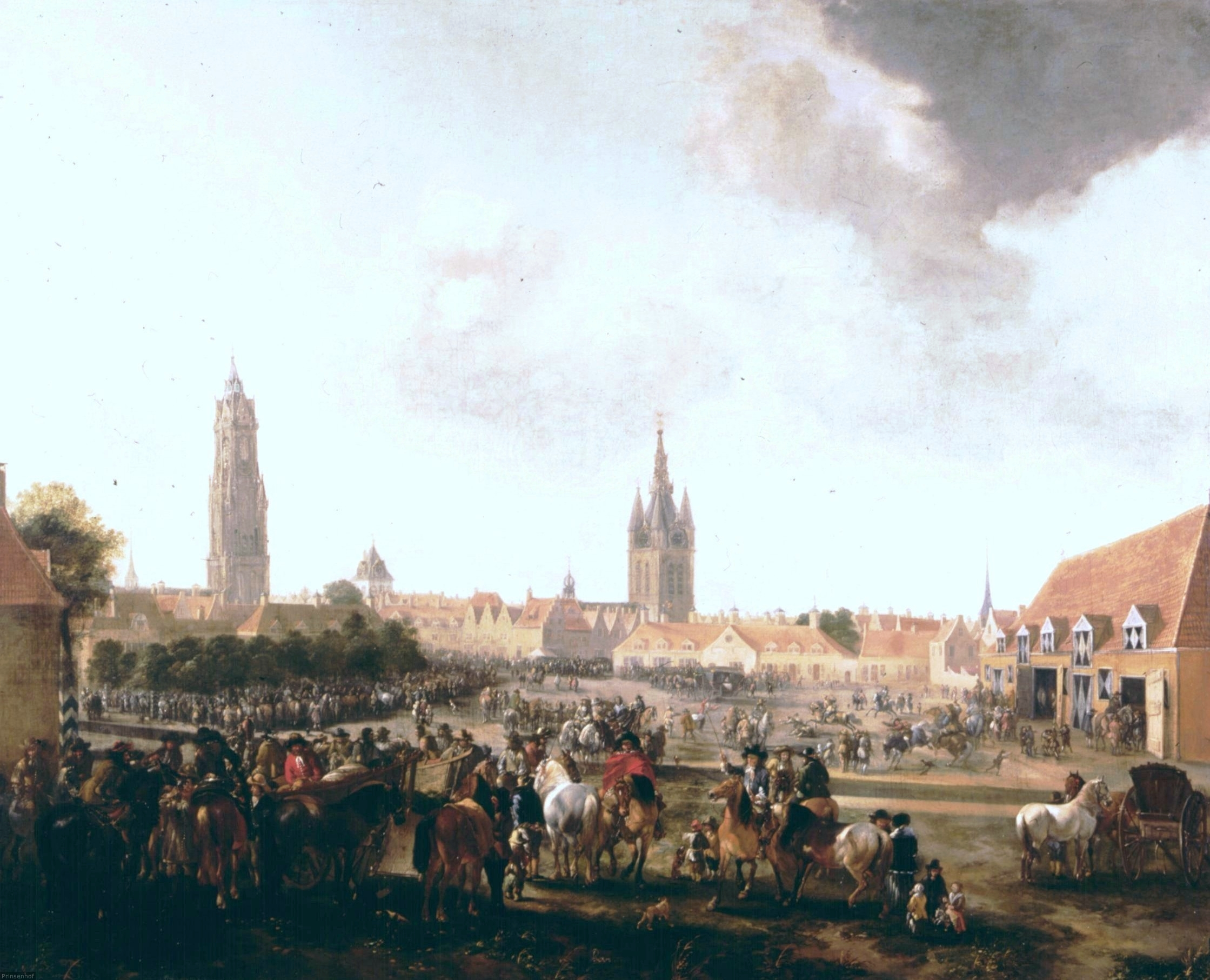
Vue du marché aux chevaux de Delft, 1665

Pieter Wouwerman, né le 13 septembre 1623 à Haarlem et mort le 9 mai 1682 à Amsterdam est  un peintre paysagiste néerlandais. 

## Biographie
D'après Arnold Houbraken, biographe d'artistes du siècle d'or néerlandais, Pieter Wouwerman est le frère des paysagistes Jan et Philips Wouwerman, qui, comme son frère plus célèbre, gagnaient leur vie en vendant des paysages à l'italienne à la manière de Pieter van Laer. Houbraken mentionne une histoire dans laquelle Philips Wouwerman a brûlé ses carnets de croquis avant sa mort, afin que son frère ne puisse pas les utiliser et tirer profit de son nom. Houbraken affirme que cette histoire est une rumeur malveillante, car il a entendu une autre histoire qui était probablement plus proche de la vérité. Apparemment, lorsque Pieter van Laer est revenu à Haarlem, son art valait moins que ce qu'il avait reçu à Rome, mais il ne voulait pas baisser son prix. Quand un paysage créé par Laer est considéré comme trop coûteux, l’acheteur demande à un jeune Philips Wouwermans de le copier, ce qu’il fait très bien. Le succès de cette transaction a lancé la carrière des jeunes Wouwermans aux dépens de Pieter van Laer, et Houbraken a entendu Michiel Carré, qui l'a entendu à son tour de Pieter Gerritsz van Roestraten et Jacob de Wet, que la culpabilité avait forcé Wouwerman à détruire ses copies avant sa mort.  
Selon le RKD (Institut néerlandais d'histoire de l'art), il était l'élève de Roelant Roghman, de son frère aîné Philips et de son père Pouwels. Il a quitté Haarlem pour Amsterdam en 1657. Il est décédé en 1682 à Amsterdam. 

## Musées et collections publiques
- Cultural Heritage Agency of the Netherlands Art Collection
- Dulwich Picture Gallery
- Galerie nationale Slovaque
- Musée Boijmans Van Beuningen
- Musée d'Amsterdam
- Musée de l'Ermitage
- Musée national des beaux-arts du Québec[3]
- Winnipeg Art Gallery